# Meine Cousine aus Warschau
Meine Cousine aus Warschau ist ein deutscher Boulevardkomödienfilm aus dem Jahre 1931 von Carl Boese mit Liane Haid in der Titelrolle sowie Szöke Szakall und Fritz Schulz in den männlichen Hauptrollen. Die Geschichte basiert auf der Bühnenkomödie Ma Cousine de Varsovie (1923) von Louis Verneuil.

## Handlung
Die Geschichte spielt, wie die Bühnenvorlage in Frankreich. Monsieur Burel ist mit einer sehr viel jüngeren Frau, der flotten Lucienne, verheiratet. Da er dringend der Erholung bedarf, reist er auf Anraten seines Hausarztes ins westfranzösische Städtchen Saumur, um sich dort zu entspannen. Bedauerlicherweise befindet sich dort bereits seine Gattin, die sich mit ihrem Hausfreund, dem Maler Fred, amüsieren will und ihren schwerfälligen, trägen Mann bei ihren amourösen Unternehmungen überhaupt nicht gebrauchen kann. Normalerweise sieht sich das Ehepaar nämlich nur am Wochenende. Musikfreund Burel will die Abgeschiedenheit auf dem Lande dafür nutzen, seinem langgehegten Traum nachzukommen, nämlich eine Oper zu schreiben. Das kompositorische Geklimper geht dem attraktiven Liebhaber bald derart auf die Nerven, dass dieser Lucienne vor die Wahl stellt: Er oder ich! Die untreue Gattin mag sich aber nicht entscheiden und will sowohl den Hausfreund als auch ihren Ehemann, der für ihr finanzielles Wohl sorgt, behalten. Und so kommt sie auf eine famose Idee: Sie bittet ihre Cousine aus Warschau, Sonja, nach Saumur zu kommen. Sie soll nicht nur Luciennes Gatten becircen, sodass dieser abgelenkt ist und Lucienne sich ganz auf Fred konzentrieren kann, sondern auch noch ihren Liebhaber umgarnen, um festzustellen ob dieser ihrer verführerischen Cousine gegenüber standhaft bleibt.
Fred hat derweil vom heimtückischen Plan seiner Geliebten erfahren und ist nun ausgerechnet derjenige, dem die Cousine aus Warschau – ganz außerplanmäßig – sehr gut gefällt. Prompt kommen sich Liebhaber und Cousine näher als es Lucienne eigentlich recht sein kann, und sie erwischt die beiden auch noch in einer verfänglichen Situation in Fred Zimmer. Wütend macht sie ihm eine Szene, die Fred aber nicht weiter ernst nehmen kann, weil er glaubt, dass auch dieser Gefühlsausbruch zum abgekarteten Spiel Luciennes gehört. Deshalb macht er bei diesem Spiel mit, was nun wiederum Sonja als eine Abfuhr missinterpretiert. Enttäuscht reist die Cousine aus Warschau vorzeitig ab. Der einfältige, gutmütige und teddybärhafte Burel hat von alldem bislang nichts mitbekommen. Erst als Monsieur St. Hilaire, ein Nachbar, ihn darüber informiert, dass offensichtlich etwas zwischen Lucienne und Fred läuft, dreht er richtig auf. Wutschnaubend begibt sich Burel mit einer Jagdflinte in dasjenige Hotel, in dem Fred offiziell residiert, um sich ihn vorzuknöpfen. Da Lucienne daheim nicht anzufinden ist, nimmt der eifersüchtige Ehegatte an, dass er Fred mit seiner untreuen Lucienne in flagranti erwischen wird. Doch statt Lucienne muss Burel zur Kenntnis nehmen, dass die neue Frau an Freds Seite nicht Lucienne heißt, sondern Sonja, ihre Cousine aus Warschau. Beide sind nun ein Paar, und Lucienne muss nun wieder ausschließlich mit ihrem Gatten vorlieb nehmen.

## Produktionsnotizen und Zensurprobleme
Meine Cousine aus Warschau entstand ab dem 20. Januar 1931 in den UFA-Ateliers in Neubabelsberg und wurde zunächst am 15. April desselben Jahres von der Zensur mit der Begründung, der Film sei “eine einzige Verhöhnung der Ehe, der Liebe, der Frau und des Mannes” verboten. Dieser Beschluss wurde von der Film-Oberprüfstelle mit Wirkung vom 2. Mai 1931 wieder aufgehoben (Begründung: “Eine entsittlichende Wirkung geht daher weder vom Gesamtinhalt des Bildstreifens noch von den Einzeldarstellungen aus. Der Bildstreifen reizt weder zum Ehebruch noch zu lasziver Eheauffassung an”) und der Film daraufhin am 6. August 1931 in Duisburg uraufgeführt. Die Berliner Premiere erfolgte zwölf Tage später im Tauentzienpalast und im Titania-Palast. Die deutsche Fernseherstausstrahlung fand knapp sieben Jahrzehnte später statt, am 2. Mai 2000 auf Premiere World.
Wilhelm Székely übernahm die Produktionsleitung, Julius von Borsody entwarf die Filmbauten. Emil Specht sorgte für den Ton. Arthur Rebner schrieb die Liedtexte.
Von diesem Film wurde zeitgleich auch eine französischsprachige Fassung unter dem Bühnenstückoriginaltitel “Ma Cousine de Varsovie” mit französischen Darstellern angefertigt. Regie hatte hier Carmine Gallone.

## Musik
Folgende Musiktitel wurden gespielt:
- Die Cousine aus Warschau
- In Deinen blauen Augen steht ein Gedicht
- Reizendes Cousinchen
- Du hast was Apartes

Diese Lieder erschienen im Musikverlag Wiener Bohème Verlag, Berlin-Wien.

## Kritiken
Die Österreichische Film-Zeitung schrieb: „Szöke Szakall entfesselt als Ehemann mit seiner unwiderstehlichen Komik auch diesmal wahre Lachsalven, besonders in der Szene einer parodistischen Opernaufführung. Liane Haid glaubt man gerne die Rolle einer entzückenden Verführerin, für die sie Anmut ihrer Erscheinung und die reiche Skala ihrer Darstellungsmöglichkeiten mitbringt. Fritz Schulz ist ein überlegener, blasierter Liebling der Frauen, Tala Birell verkörpert mit Geschmack die Rolle der Gattin, die nicht wählen kann zwischen ihrem Mann und ihrem Freund, und Karl Huszár-Puffy ist der ergebene, ewig unglücklich liebende Kavalier der schönen Sonja, der sein Mißgeschick mit viel Humor zu tragen weiß.“
Im Lexikon des Internationalen Films heißt es: „Lustspiel, das wegen seiner freizügig-lockeren Handlung zunächst von der Filmprüfstelle verboten wurde, dann jedoch ohne Schnitte zur Vorführung freigegeben wurde.“
Der Online-Auftritt von Cinema meinte „Routiniert und vor allem für Filmhistoriker reizvoll.“